# Porella shikokiana
Porella shikokiana là một loài rêu trong họ Porellaceae. Loài này được H. Hara mô tả khoa học đầu tiên năm 1956.
Danh pháp khoa học của loài này chưa được làm sáng tỏ. 